# 池原禾守
池原 禾守（いけはら の あわもり）は、奈良時代の貴族。名は粟守とも記される。姓は上毛野公のち池原公。官位は従五位下・主計頭。

## 経歴
孝謙朝後半に遠江員外少目、淳仁朝前半は紫微少疏（のち坤宮少疏）を務め、天平宝字4年（760年）ごろ外従五位下に叙せられる。この頃、東大寺関係の職務を担当し、禾守の名前が『正倉院文書』に頻出している。またこの間の天平勝宝7歳（755年）には上毛野公から池原公に改姓した。
大外記を経て、天平宝字7年（763年）讃岐介に任ぜられると、翌天平宝字8年（764年）美濃介と淳仁朝末にかけて地方官を務める（地方官は大外記との兼務の可能性もある）。同年9月に発生した藤原仲麻呂の乱においては、美濃守・藤原執棹は戦死、美濃少掾・村国島主は孝謙上皇側から派遣された固関使に殺害されている一方、美濃介の任にあったと思われる禾守の動静は伝わらず、処罰や恩賞を受けた形跡がない。なお、この間の天平宝字7年（763年）には金体信ら新羅使が来朝したため、左少弁・大原今城と共に派遣され、使節派遣の事情を問うている。
称徳朝の天平神護3年（767年）内位の従五位下に叙せられる。その後、大外記を務めながら、造西隆寺次官・右平準令・播磨介などを兼帯した。
光仁朝でも主計頭・大外記と京官を務めている。

## 官歴
注記のないものは『続日本紀』による。
- 天平勝宝6年（754年） 2月27日：見遠江員外少目[3]
- 天平勝宝7歳（755年） 2月9日：見正七位下[3]。5月21日以前：上毛野公から池原公に改姓[3]
- 時期不詳：従六位上
- 天平宝字2年（758年） 6月18日：見紫微少疏[3]
- 天平宝字4年（760年） 9月27日：見外従五位下[3]
- 天平宝字5年（761年） 正月25日：見大外記兼坤宮少疏[3]
- 天平宝字7年（763年） 正月9日：讃岐介
- 天平宝字8年（764年） 正月21日：美濃介
- 天平神護3年（767年） 正月18日：従五位下（内位）。9月4日：造西隆寺次官、大外記右平準令如故
- 神護景雲2年（768年） 7月1日：播磨介、大外記右平準令造西隆寺次官如故
- 神護景雲3年（769年） 6月24日：修理次官
- 宝亀7年（776年） 3月6日：主計頭
- 宝亀8年（777年） 正月25日：兼大外記